# 高久氏

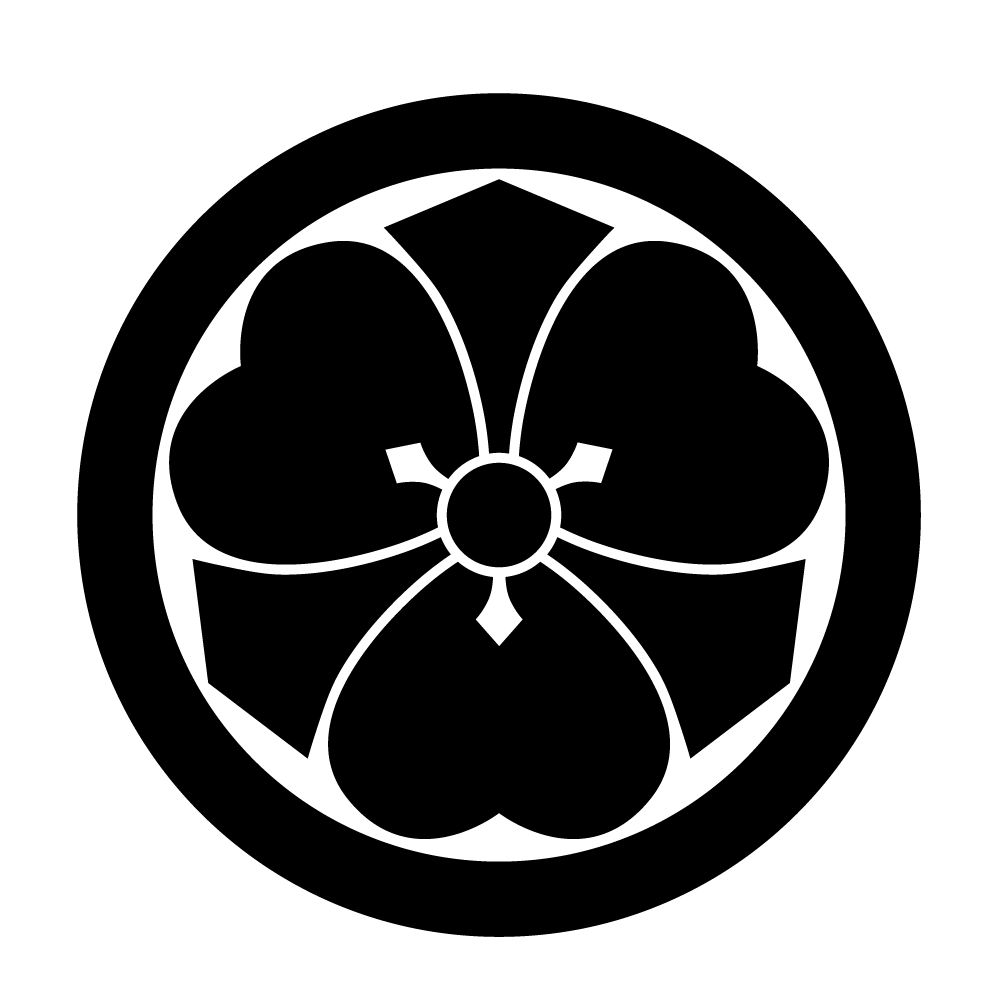

高久氏（たかくし）は、日本の氏族のひとつ。

## 高久氏
常陸国那珂郡高久邑発祥。清和源氏の一家系 河内源氏の一門新羅三郎義光を祖とする常陸源氏佐竹氏の支流。
佐竹常陸介行義の六男 馬渕館主 高久但馬守景義（馬渕小三郎）を祖とするという。嘉元年間（1303年-1305年）にその景義の嫡男 高久式部大輔義有が高久の地頭職となり現在の茨城県東茨城郡城里町高久字館のあたりに高久城を築き、代々、高久城主であった。家紋は丸に剣片喰。
高久氏は長く佐竹一門としてその家中にあったが、佐竹氏に関東管領職上杉氏から佐竹義人が婿として入嗣となると、藤原氏という異姓からの養子縁組と家督相続に山入氏をはじめとする佐竹氏庶家が反発し、正長元年（1428年）、高久義本・義景親子も宗家 佐竹氏に反旗を掲げて挙兵し、これに対して宗家側として兵を挙げた同じく佐竹一門の大山義道が高久城を攻めたため、高久城は落城、高久氏は一時滅亡の憂き目にあった。
高久氏の再興は義景の子 高久時義の代にようやく果たされ、再び佐竹家中に復帰した。以降、高久氏は宗家の被官としてその配下に組み込まれたが、天文4年（1535年）には高久義貞が同じく佐竹一門の部垂義元が宗家に反旗を挙げた部垂義元の乱に際して部垂側となって呼応し、佐竹義篤に平定され、高久城を落ち伸びたものの、のちに降伏することで赦免された。
しかし、奥羽の陸奥国守護職 伊達氏で伊達稙宗と嫡男の晴宗親子の対立が発端となって勃発した天文の乱において、佐竹氏が晴宗方となって稙宗方の相馬顕胤と合戦に及ぶと、高久氏も高久義時、義貞・宮寿丸はそれぞれ討ち死にすることになった。
しかし、義貞には他に高久義明という子がおり御家は存続、高久義勝、直勝と続き直勝の代に佐竹義宣の出羽国秋田転封に随行し、以後、秋田藩士となる。なお、高久氏の一部はそのまま常陸国内に留まり、水戸藩に仕官する。なお、水戸藩の記録である『水府系纂』には高久彦大夫堅次の女が安島氏に嫁ぎ、水戸藩 安島彦之允信順室となる旨、記載がある。また秋田遅参の諸将の中に「高久景基」なる人物がいる。

## 系図
- 高久氏の系図については、秋田県公文書館編『系図目録Ⅰ』（秋田県公文書館、2001年）147頁、また、常陸大宮市史編さん委員会編『佐竹家臣系譜』（常陸大宮市、1982年）257頁に詳しい[4]。

```
系譜 佐竹行義―高久景義（馬渕小三郎）―義有―義本―義久―明義―義行―義賢―義直―義時―義貞―義明―義勝―直勝―景政―景勝
```

- 系図目録によると、景勝ではなく景忠となっている。

```
義勝ー直勝ー景政ー景忠ー景冨ー景信一景直ー景房ー景認ー景高ー鉄之助景本
```

- 義勝の次男の系図

```
義勝ー直次ー直忠ー景光一景昭ー景永一治左衛門景福
```

- 景政の次男の系図

```
景政ー景豊一景行ー景房一景安ー景認一景清ー立助景正
```